# Сельскохозяйственная радиобиология
Сельскохозяйственная радиобиология - одно из направлений радиобиологии в виде радиационно-биологической технологии (РБТ) в животноводстве, ветеринарии и других отраслях сельского хозяйства : стимуляции хозяйственно полезных качеств у сельскохозяйственных животных и птиц под действием малых доз внешнего облучения, стерилизации ветеринарных биологических  и лекарственных препаратов, биологических тканей, полимерных изделий, шовных и перевязочных материалов, консервирования пищевых продуктов и обеззараживания сырья животного происхождения  и отходов сельскохозяйственного производства (навозные стоки) и т. д. Наряду с этим , ведется разработка и использование методов радиоактивных изотопов в животноводстве и ветеринарии для изучения физиологии и биохимии животных, диагностики болезней и с лечебной целью, в селекционно-генетических исследованиях и т. д.
Значительный вклад в развитие радиобиологии в СССР в области ветеринарии и животноводства внесли ученые Московской ветеринарной академии им. К. И. Скрябина (Белов, Ильин и др.), Казанского ветеринарного института им. Баумана (В.А.Киршин, Бударков и др.), Ленинградского ветеринарного института (Воккен и др.), ВИЭВ (Карташов, Круглое и др.) и др.